# Coptopteryx claraziana
Coptopteryx claraziana es una especie de mantis de la familia Coptopterygidae.

## Distribución geográfica
Se encuentra en Argentina y Brasil.